# André Diamant
André Diamant (9 de febrer de 1990), és un jugador d'escacs brasiler, que té el títol de Gran Mestre des de 2007.
A la llista d'Elo de la FIDE del juliol de 2022, hi tenia un Elo de 2535 punts, cosa que en feia el jugador número 5 (en actiu) del Brasil. El seu màxim Elo va ser de 2547 punts, a la llista del gener de 2020.

## Resultats destacats en competició
El 2008 fou campió del Brasil jugat a Porto Alegre amb 8 punts d'11, mig punt per davanat de Giovanni Vescovi i Alexandr Fier. El 2010 fou campió del 37è Obert La Roda jugat a Espanya.

### Participació en olimpíades d'escacs
Fier ha participat, representant Brasil, en quatre Olimpíades d'escacs en els anys 2008 i 2010, amb un resultat de (+8 =4 –3), per un 66,7% de la puntuació. El seu millor resultat el va fer a les Olimpíada del 2010 en puntuar 6½ de 8 (+5 =3 -0), amb el 81,3% de la puntuació, amb una performance de 2644.